# XII Korpus
Il XII Corpus, in cirillico Дванаести војвођански корпус, in serbo-croato Dvanaesti vovođanski korpus ("Dodicesimo corpo della Vojvodina"), è stata una formazione militare dell'Esercito Popolare di Liberazione della Jugoslavia che venne costituita il 1 luglio 1944 in Bosnia orientale per combattere sul Fronte jugoslavo della Seconda guerra mondiale contro gli eserciti delle Germania nazista e i collaborazionisti cetnici e ustaša.
Il XII Korpus, che era formato principalmente da partigiani provenienti dalla Vojvodina e dalla Slavonia, partecipò alle campagne finali della guerra di liberazione, combattendo in particolare in Serbia, sul fronte dello Srem e nell'avanzata generale delle ultime settimane del conflitto.

## Storia
Il XII Korpus dell'Esercito popolare di liberazione venne costituito il 1 luglio 1944 nella Bosnia orientale, con la 16ª Divisione della Vojvodina e la 36ª Divisione della Vojvodina; gli effettivi iniziali furono di circa 8.000 partigiani. Il primo comandante del nuovo corpo fu il montenegrino Danilo Lekić, veterano della 1ª Brigata proletaria, mentre il commissario politico fu in un primo momento Stefan Mitrović a cui successe un altro esperto comandante montenegrino, Jovo Kapičić.
Il nuovo korpus venne organizzato soprattutto per rinforzare i reparti partigiani assegnati dal comandante supremo Josip Broz Tito alla decisiva avanzata in Serbia da occidente per cooperare con le truppe dell'Armata Rossa in avvicinamento da oriente e concorrere alla liberazione di Belgrado. In realtà inizialmente la nuova formazione fu impegnata subito dalle forze tedesche nell'operazione Rübezahl e dovette combattere duramente per sfuggire alla manovra d'accerchiamento nemica nell'area a sud di Tuzla, prima di poter iniziare il previsto movimento di penetrazione in Serbia. Il XII Korpus fu attaccato dalla 7ª Divisione SS "Prinz Eugen" e dalla 13ª Divisione SS "Handschar" che cercavano di respingerlo lontano dalla Drina, e dovette ripiegare prima a sud-ovest e poi a sud fino alla regione di Foča. Finalmente le divisioni del XII Korpus attraversarono la Drina il 5-6 settembre 1944 a nord di Višegrad e poterono collegarsi con il I Korpus che era già entrato in Serbia.

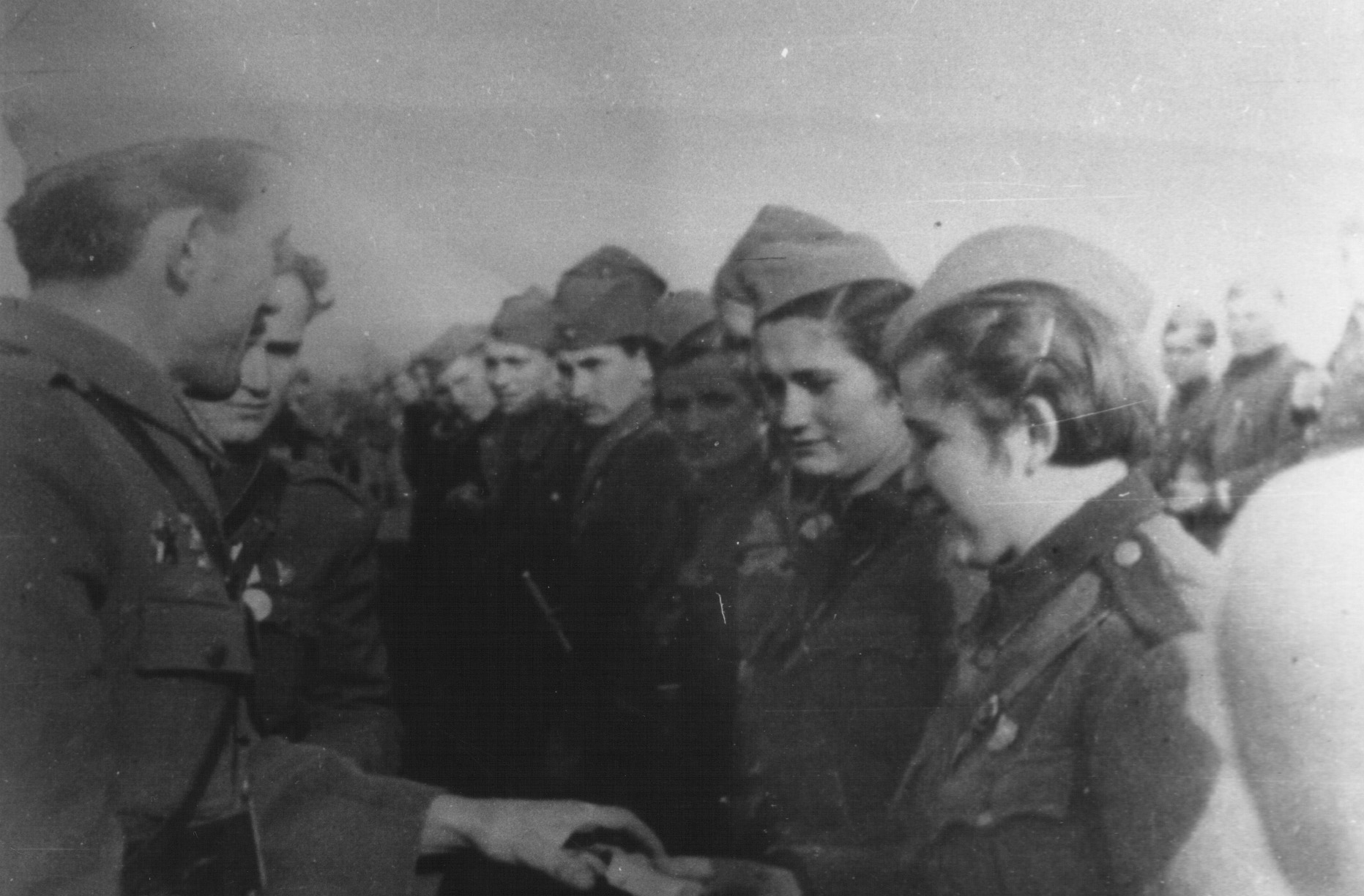
Un gruppo di partigiani, tra cui alcune ragazze, del XII Korpus; a sinistra il comandante Danilo Lekić.

Alla metà del mese di settembre 1944, il Comando supremo partigiano decise di rinforzare il XII Korpus a cui fu aggregata temporaneamente la 2ª Divisione proletaria; all'inizio di ottobre la formazione venne ancora potenziata con l'aggiunta anche della 28ª Divisione della Slavonia. Durante la accanita battaglia di Belgrado, il XII Korpus faceva parte, insieme al I Korpus, del cosiddetto 1º Gruppo d'armata, il nuovo quartier generale sotto il comando di Peko Dapčević, che controllava tutte le forze partigiane entrate in Serbia da sud-ovest.
Dopo la liberazione di Belgrado, il XII Korpus venne trasferito sul fronte dello Srem e in Bačka dove i tedeschi erano riusciti a costituire un solido fronte difensivo, mentre l'11 novembre 1944 l'unità venne posta sotto il comando del quartier generale della Vojvodina. In questa fase il XII Korpus era costituito dalla 16ª Divisione, dalla 36ª Divisione e dalla nuova 51ª Divisione della Vojvodina; i suoi effettivi totali erano di circa 21.000 partigiani. Alla fine di novembre 1944, entrarono a far parte del XII Korpus anche la 14ª Brigata e la 15ª Brigata che erano composte da volontari slovacchi, cechi e ungheresi delle minoranze presenti in Vojvodina.
Il XII Korpus entrò a far parte il 1 gennaio 1945 della nuova 3ª Armata jugoslava con la quale terminò la guerra di liberazione in primavera partecipando alle ultime campagne per liberare il territorio ancora occupato della Croazia e della Slovenia settentrionali. In particolare il XII Korpus prese parte alle operazioni per attraversare il Danubio a Batina e Vukovar, e combatté nella testa di ponte di Virovitica.